# Communauté de communes Touraine Val de Vienne
La communauté de communes Touraine Val de Vienne est un établissement public de coopération intercommunale créé le 1er janvier 2017.

## Géographie

### Composition

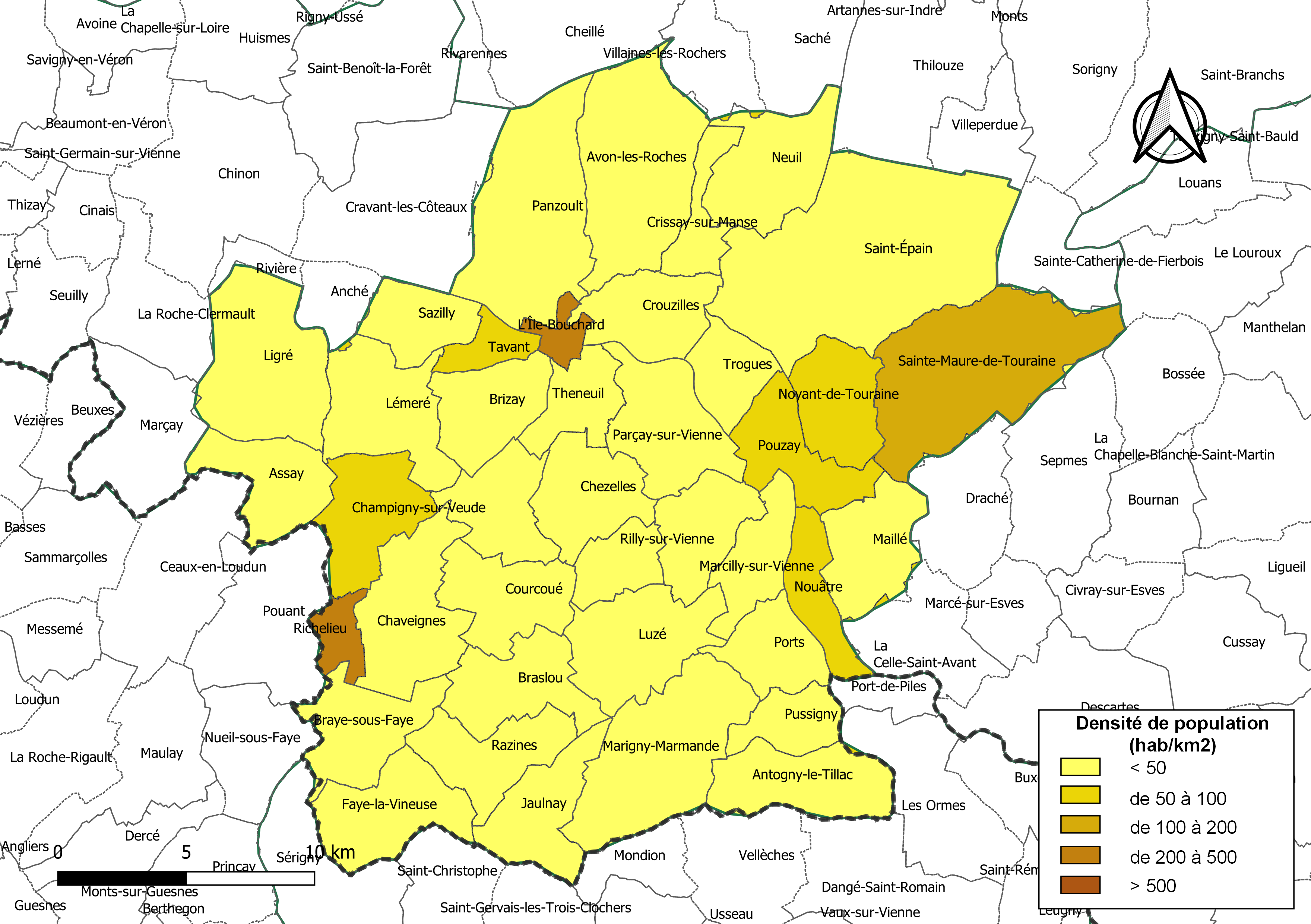
Carte des densités de population (millésimée 2016) des communes de la communauté de communes Touraine Val de Vienne. Composition en communes au 1er janvier 2019.

La communauté de communes est composée des 40 communes suivantes :

| Nom                      | Code Insee | Gentilé         | Superficie (km2) | Population (dernière pop. légale) | Densité (hab./km2) |
| ------------------------ | ---------- | --------------- | ---------------- | --------------------------------- | ------------------ |
| Panzoult (siège)         | 37178      |                 | 34,61            | 599 (2022)                        | 17                 |
| Antogny-le-Tillac        | 37005      |                 | 17,31            | 492 (2022)                        | 28                 |
| Assay                    | 37007      |                 | 14,53            | 173 (2022)                        | 12                 |
| Avon-les-Roches          | 37012      |                 | 33,28            | 539 (2022)                        | 16                 |
| Braslou                  | 37034      |                 | 15,79            | 320 (2022)                        | 20                 |
| Braye-sous-Faye          | 37035      |                 | 15,67            | 281 (2022)                        | 18                 |
| Brizay                   | 37040      |                 | 14,27            | 253 (2022)                        | 18                 |
| Champigny-sur-Veude      | 37051      | Campinois       | 16,18            | 813 (2022)                        | 50                 |
| Chaveignes               | 37065      | Chaveignais     | 21,34            | 562 (2022)                        | 26                 |
| Chezelles                | 37071      |                 | 15,17            | 130 (2022)                        | 8,6                |
| Courcoué                 | 37087      | Courcouéziens   | 15,66            | 237 (2022)                        | 15                 |
| Crissay-sur-Manse        | 37090      |                 | 7,5              | 113 (2022)                        | 15                 |
| Crouzilles               | 37093      |                 | 14,54            | 530 (2022)                        | 36                 |
| Faye-la-Vineuse          | 37105      | Fagiens         | 17,55            | 272 (2022)                        | 15                 |
| L'Île-Bouchard           | 37119      | Bouchardais     | 3,48             | 1 590 (2022)                      | 457                |
| Jaulnay                  | 37121      | Jaulnaysiens    | 14,76            | 244 (2022)                        | 17                 |
| Lémeré                   | 37125      | Lémeréziens     | 19,83            | 414 (2022)                        | 21                 |
| Ligré                    | 37129      | Ligréens        | 27,7             | 1 070 (2022)                      | 39                 |
| Luzé                     | 37140      |                 | 20,3             | 274 (2022)                        | 13                 |
| Maillé                   | 37142      | Mailletais      | 15,67            | 559 (2022)                        | 36                 |
| Marcilly-sur-Vienne      | 37147      | Marcillois      | 10,99            | 556 (2022)                        | 51                 |
| Marigny-Marmande         | 37148      | Marignois       | 30,83            | 605 (2022)                        | 20                 |
| Neuil                    | 37165      | Neuillois       | 18,82            | 424 (2022)                        | 23                 |
| Nouâtre                  | 37174      | Nouâtrais       | 9,65             | 798 (2022)                        | 83                 |
| Noyant-de-Touraine       | 37176      | Noyantais       | 13,74            | 1 170 (2022)                      | 85                 |
| Parçay-sur-Vienne        | 37180      | Parçaiens       | 18,74            | 621 (2022)                        | 33                 |
| Ports-sur-Vienne         | 37187      | Portais         | 11,01            | 353 (2022)                        | 32                 |
| Pouzay                   | 37188      |                 | 14,07            | 881 (2022)                        | 63                 |
| Pussigny                 | 37190      | Pussinois       | 8,48             | 160 (2022)                        | 19                 |
| Razines                  | 37191      | Razinois        | 14,73            | 221 (2022)                        | 15                 |
| Richelieu                | 37196      | Richelais       | 5,09             | 1 620 (2022)                      | 318                |
| Rilly-sur-Vienne         | 37199      | Rillois         | 13,1             | 462 (2022)                        | 35                 |
| Saint-Épain              | 37216      | Saint-Épinois   | 62,65            | 1 486 (2022)                      | 24                 |
| Sainte-Maure-de-Touraine | 37226      | Sainte-Mauriens | 40,41            | 4 118 (2022)                      | 102                |
| Sazilly                  | 37244      | Sazilliens      | 10,57            | 269 (2022)                        | 25                 |
| Tavant                   | 37255      | Tavantais       | 5,22             | 267 (2022)                        | 51                 |
| Theneuil                 | 37256      | Theneuillais    | 9,8              | 289 (2022)                        | 29                 |
| La Tour-Saint-Gelin      | 37260      | Gelinois        | 13,45            | 502 (2022)                        | 37                 |
| Trogues                  | 37262      |                 | 9,38             | 289 (2022)                        | 31                 |
| Verneuil-le-Château      | 37268      | Verneuiliens    | 8,44             | 125 (2022)                        | 15                 |

## Historique
- 1er janvier 2017 : création de la communauté de communes, sous forme d'un établissement public de coopération intercommunale. La nouvelle communauté de communes est issue de la fusion des anciennes intercommunalités du Bouchardais, du Pays de Richelieu et de Sainte-Maure-de-Touraine, à l'exception des communes de Sainte-Catherine-de-Fierbois et Villeperdue qui rejoignent la communauté de communes Touraine Vallée de l'Indre.

## Démographie
| 2014   | - |
| ------ | - |
| 26 025 | - |

## Politique communautaire

### Représentation

#### Présidents de la communauté de communes
| Période         | Période  | Identité          | Étiquette | Qualité            |
| --------------- | -------- | ----------------- | --------- | ------------------ |
| 19 janvier 2017 | En cours | Christian Pimbert |           | Maire de Chezelles |

### Compétences
- Aménagement de l'espace communautaire
- Développement économique
- Politique du logement social d’intérêt communautaire et action, par des opérations d’intérêt communautaire, en faveur des logements des personnes défavorisées
- Création, aménagement et entretien de la voirie d'intérêt communautaire
- Assistance technique et administrative aux communes
- Ordures ménagères
- Action sociale
- Environnement
- Sport, culture et loisirs
- Tourisme
- Gens du voyage
- Contrat de pays
- Services incendie et secours

### Identité visuelle
|  | Logo de la Communauté de Communes |

## Pour approfondir